# 風琴管峰
風琴管峰（英語：Organ Pipe Peaks）是南極洲的山峰，位於瑪麗伯德地，處於哈克尼斯山以北和斯科特冰川以東，屬於哥德山脈的一部分，長13公里，由美國探險隊發現，現時由南極條約體系管理。